# Mistrzostwa Świata w Lekkoatletyce 1987 – bieg na 200 m mężczyzn

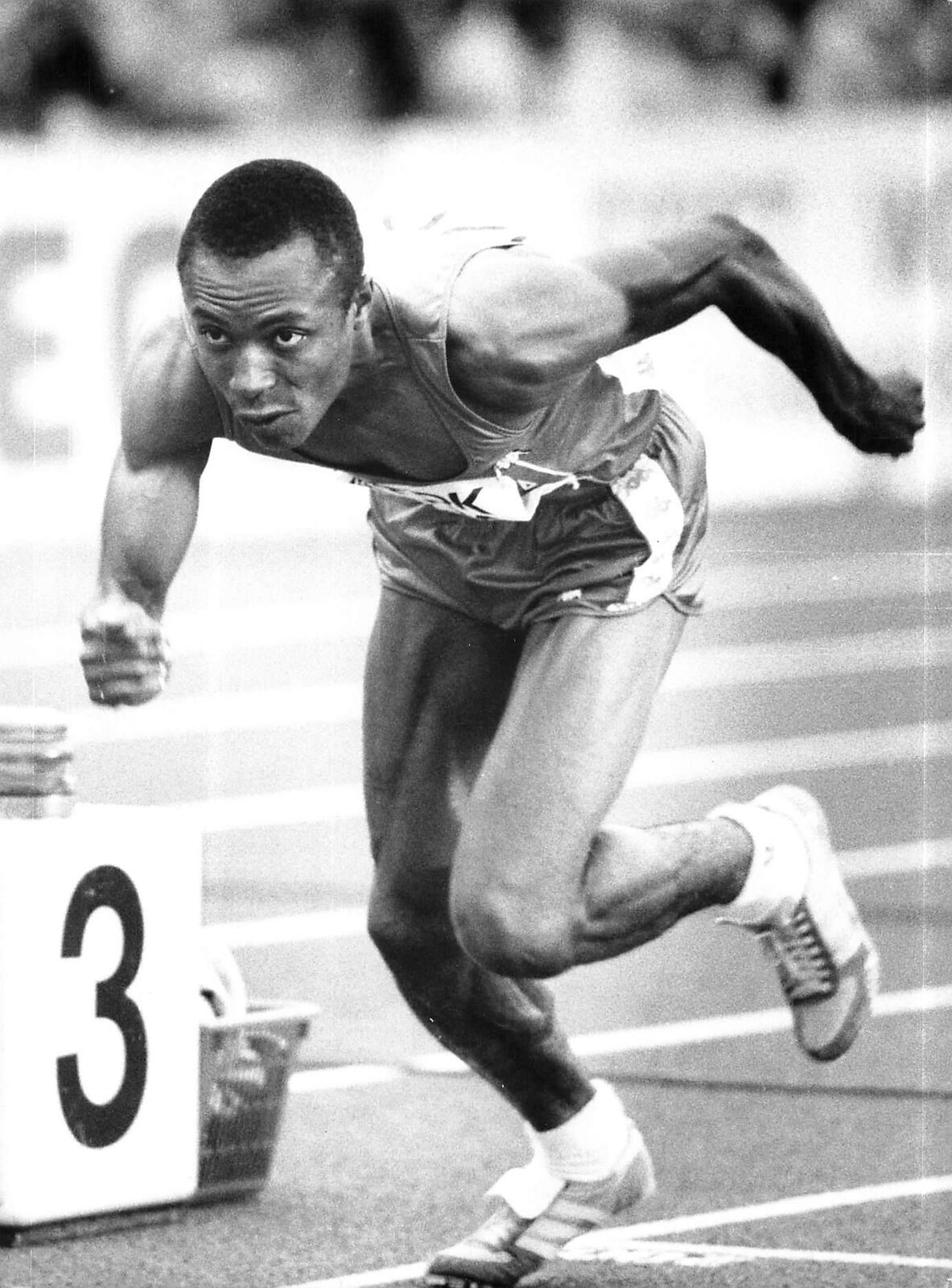
Mistrz świata Calvin Smith

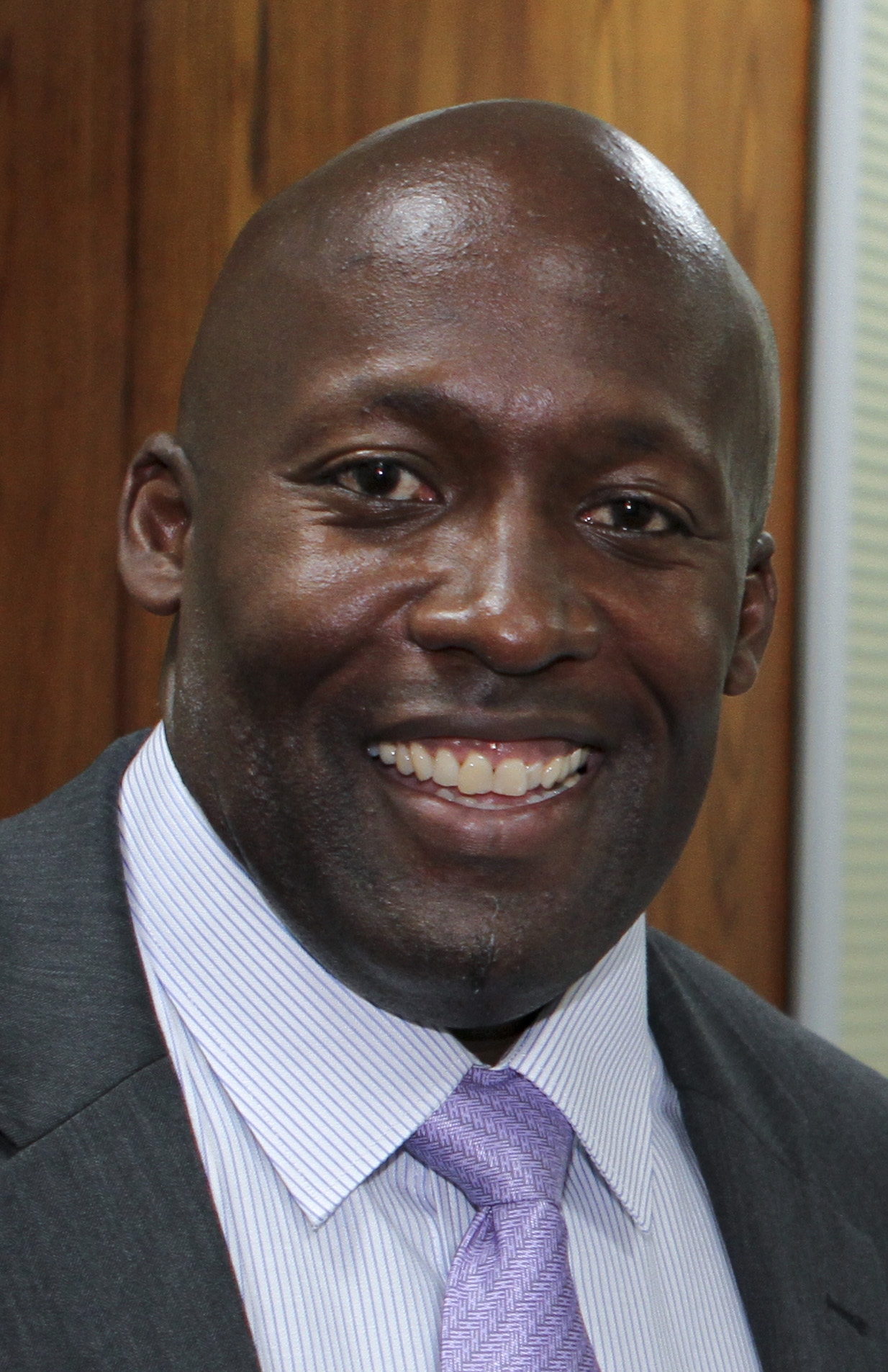
Brązowy medalista John Regis

Bieg na 200 metrów mężczyzn – jedna z konkurencji biegowych rozgrywanych podczas lekkoatletycznych mistrzostw świata w 1987 na Stadionie Olimpijskim w Rzymie.
Zwycięzcą został Calvin Smith ze Stanów Zjednoczonych, który tym samym obronił tytuł zdobyty na poprzednich mistrzostwach.

## Terminarz
| Data       |              |
| ---------- | ------------ |
| 1 września | Eliminacje   |
| 1 września | Ćwierćfinały |
| 3 września | Półfinały    |
| 3 września | Finał        |

## Rekordy
|                          | Zawodnik      | Wynik | Miejsce  | Data                  |
| ------------------------ | ------------- | ----- | -------- | --------------------- |
| Rekord świata            | Pietro Mennea | 19,72 | Meksyk   | 12 września 1979(dts) |
| Rekord mistrzostw świata | Calvin Smith  | 20,14 | Helsinki | 14 sierpnia 1983(dts) |

## Wyniki

### Eliminacje
Rozegrano 6 biegów eliminacyjnych. Z każdego biegu czterech najlepszych zawodników automatycznie awansowało do ćwierćfinałów (Q). Skład ćwierćfinalistów uzupełniło ośmiu najszybszych sprinterów spoza pierwszej czwórki ze wszystkich biegów eliminacyjnych (q).

#### Bieg 1
| Poz. | Imię i nazwisko      | Narodowość        | Wynik | Uwagi |
| ---- | -------------------- | ----------------- | ----- | ----- |
| 1    | Floyd Heard          | Stany Zjednoczone | 20,37 | Q     |
| 2    | Władimir Kryłow      | ZSRR              | 20,77 | Q     |
| 3    | Peter Klein          | RFN               | 20,89 | Q     |
| 4    | Mustapha Kamel Selmi | Algieria          | 21,14 | Q     |
| 5    | Nelson Boateng       | Ghana             | 21,19 | q     |
| 6    | Harouna Pale         | Burkina Faso      | 21,26 | q     |
| 7    | Dazel Jules          | Trynidad i Tobago | 21,53 |       |
| –    | Linford Christie     | Wielka Brytania   | DNS   |       |

#### Bieg 2
| Poz. | Imię i nazwisko  | Narodowość   | Wynik | Uwagi |
| ---- | ---------------- | ------------ | ----- | ----- |
| 1    | Attila Kovács    | Węgry        | 20,77 | Q     |
| 2    | Bruno Marie-Rose | Francja      | 20,82 | Q     |
| 3    | Besik Gotsiridze | ZSRR         | 20,89 | Q     |
| 4    | Sergio Querol    | Kuba         | 20,94 | Q     |
| 5    | Stefano Tilli    | Włochy       | 21,01 | q     |
| 6    | Li Feng          | Chiny        | 21,47 |       |
| 7    | Felix Sandy      | Sierra Leone | 21,67 |       |
| 8    | Yaya Seyba       | Mali         | 21,93 |       |

#### Bieg 3
| Poz. | Imię i nazwisko     | Narodowość                           | Wynik | Uwagi |
| ---- | ------------------- | ------------------------------------ | ----- | ----- |
| 1    | Gilles Quénéhervé   | Francja                              | 20,59 | Q     |
| 2    | Clive Wright        | Jamajka                              | 20,88 | Q     |
| 3    | Achmed de Kom       | Holandia                             | 21,11 | Q     |
| 4    | Volker Westhagemann | RFN                                  | 21,15 | Q     |
| 5    | Neville Hodge       | Wyspy Dziewicze Stanów Zjednoczonych | 21,33 | q     |
| 6    | Haron Mundir        | Singapur                             | 21,51 |       |
| 7    | John Dinan          | Australia                            | 21,62 |       |
| 8    | Mark Sherwin        | Wyspy Cooka                          | 23,41 |       |

#### Bieg 4
| Poz. | Imię i nazwisko   | Narodowość       | Wynik | Uwagi |
| ---- | ----------------- | ---------------- | ----- | ----- |
| 1    | Robson da Silva   | Brazylia         | 20,56 | Q     |
| 2    | Atlee Mahorn      | Kanada           | 20,62 | Q     |
| 3    | Andreas Berger    | Austria          | 20,82 | Q     |
| 4    | Andriej Fiedoriw  | ZSRR             | 20,93 | Q     |
| 5    | István Nagy       | Węgry            | 21,06 | q     |
| 6    | Luís Barroso      | Portugalia       | 21,15 | q     |
| 7    | Leung Wing Kwong  | Hongkong         | 21,48 |       |
| 8    | Sahim Salih Mahdi | Jemen Południowy | 23,07 |       |

#### Bieg 5
| Poz. | Imię i nazwisko  | Narodowość        | Wynik | Uwagi |
| ---- | ---------------- | ----------------- | ----- | ----- |
| 1    | Calvin Smith     | Stany Zjednoczone | 20,62 | Q     |
| 2    | Daniel Sangouma  | Francja           | 20,80 | Q     |
| 3    | Simeon Kipkemboi | Kenia             | 20,84 | Q     |
| 4    | Christian Haas   | RFN               | 20,96 | Q     |
| 5    | Jindřich Roun    | Czechosłowacja    | 21,04 | q     |
| 6    | Ian Morris       | Trynidad i Tobago | 21,36 |       |
| 7    | Takale Tuna      | Papua-Nowa Gwinea | 22,06 |       |
| 8    | Peauope Suli     | Tonga             | 22,45 |       |

#### Bieg 6
| Poz. | Imię i nazwisko      | Narodowość        | Wynik | Uwagi |
| ---- | -------------------- | ----------------- | ----- | ----- |
| 1    | John Regis           | Wielka Brytania   | 20,76 | Q     |
| 2    | Pierfrancesco Pavoni | Włochy            | 20,80 | Q     |
| 3    | Wallace Spearmon     | Stany Zjednoczone | 20,82 | Q     |
| 4    | Arnaldo da Silva     | Brazylia          | 21,03 | Q     |
| 5    | Robert Stone         | Australia         | 21,23 | q     |
| 6    | Alvin Daniel         | Trynidad i Tobago | 21,37 |       |
| 7    | Secundino Borabota   | Gwinea Równikowa  | 23,66 |       |

### Ćwierćfinały
Rozegrano 4 biegi ćwierćfinałowe. Z każdego biegu trzech najlepszych zawodników awansowało do następnej rundy (Q). Skład półfinalistów uzupełniło czterech najszybszych sprinterów spoza pierwszej trójki ze wszystkich biegów ćwierćfinałowych (q).

#### Bieg 1
| Poz. | Imię i nazwisko | Narodowość                           | Wynik | Uwagi |
| ---- | --------------- | ------------------------------------ | ----- | ----- |
| 1    | Floyd Heard     | Stany Zjednoczone                    | 20,56 | Q     |
| 2    | Władimir Kryłow | ZSRR                                 | 20,79 | Q     |
| 3    | István Nagy     | Węgry                                | 21,11 | Q     |
| 4    | Daniel Sangouma | Francja                              | 21,11 |       |
| 5    | Peter Klein     | RFN                                  | 21,12 |       |
| 6    | Sergio Querol   | Kuba                                 | 21,37 |       |
| 7    | Achmed de Kom   | Holandia                             | 21,39 |       |
| 8    | Neville Hodge   | Wyspy Dziewicze Stanów Zjednoczonych | 21,68 |       |

#### Bieg 2
| Poz. | Imię i nazwisko  | Narodowość        | Wynik | Uwagi |
| ---- | ---------------- | ----------------- | ----- | ----- |
| 1    | Calvin Smith     | Stany Zjednoczone | 20,38 | Q     |
| 2    | Atlee Mahorn     | Kanada            | 20,64 | Q     |
| 3    | Simeon Kipkemboi | Kenia             | 20,88 | Q     |
| 4    | Stefano Tilli    | Włochy            | 20,89 | q     |
| 5    | Christian Haas   | RFN               | 20,94 |       |
| 6    | Luís Barroso     | Portugalia        | 21,20 |       |
| 7    | Bruno Marie-Rose | Francja           | 26,25 |       |
| –    | Nelson Boateng   | Ghana             | DNS   |       |

#### Bieg 3
| Poz. | Imię i nazwisko     | Narodowość        | Wynik | Uwagi |
| ---- | ------------------- | ----------------- | ----- | ----- |
| 1    | Gilles Quénéhervé   | Francja           | 20,48 | Q     |
| 2    | Wallace Spearmon    | Stany Zjednoczone | 20,55 | Q     |
| 3    | John Regis          | Wielka Brytania   | 20,60 | Q     |
| 4    | Andreas Berger      | Austria           | 20,86 | q     |
| 5    | Andriej Fiedoriw    | ZSRR              | 20,87 | q     |
| 6    | Volker Westhagemann | RFN               | 20,98 |       |
| 7    | Arnaldo da Silva    | Brazylia          | 21,15 |       |
| 8    | Robert Stone        | Australia         | 21,23 |       |

#### Bieg 4
| Poz. | Imię i nazwisko      | Narodowość     | Wynik | Uwagi |
| ---- | -------------------- | -------------- | ----- | ----- |
| 1    | Robson da Silva      | Brazylia       | 20,48 | Q     |
| 2    | Attila Kovács        | Węgry          | 20,61 | Q     |
| 3    | Pierfrancesco Pavoni | Włochy         | 20,65 | Q     |
| 4    | Clive Wright         | Jamajka        | 20,67 | q     |
| 5    | Besik Gotsiridze     | ZSRR           | 20,90 |       |
| 6    | Jindřich Roun        | Czechosłowacja | 21,12 |       |
| 7    | Mustapha Kamel Selmi | Algieria       | 21,26 |       |
| 8    | Harouna Pale         | Burkina Faso   | 21,46 |       |

### Półfinały
Rozegrano 2 biegi półfinałowe. Z każdego biegu 4 najlepszych zawodników awansowało do finału (Q).

#### Bieg 1
| Poz. | Imię i nazwisko      | Narodowość        | Wynik | Uwagi |
| ---- | -------------------- | ----------------- | ----- | ----- |
| 1    | John Regis           | Wielka Brytania   | 20,54 | Q     |
| 2    | Calvin Smith         | Stany Zjednoczone | 20,54 | Q     |
| 3    | Atlee Mahorn         | Kanada            | 20,69 | Q     |
| 4    | Pierfrancesco Pavoni | Włochy            | 20,78 | Q     |
| 5    | Wallace Spearmon     | Stany Zjednoczone | 20,87 |       |
| 6    | Andreas Berger       | Austria           | 20,99 |       |
| 7    | István Nagy          | Węgry             | 21,22 |       |
| 8    | Andriej Fiedoriw     | ZSRR              | 21,28 |       |

#### Bieg 2
| Poz. | Imię i nazwisko   | Narodowość        | Wynik | Uwagi |
| ---- | ----------------- | ----------------- | ----- | ----- |
| 1    | Gilles Quénéhervé | Francja           | 20,31 | Q,    |
| 2    | Floyd Heard       | Stany Zjednoczone | 20,31 | Q     |
| 3    | Władimir Kryłow   | ZSRR              | 20,34 | Q     |
| 4    | Robson da Silva   | Brazylia          | 20,38 | Q     |
| 5    | Attila Kovács     | Węgry             | 20,47 |       |
| 6    | Clive Wright      | Jamajka           | 20,50 |       |
| 7    | Stefano Tilli     | Włochy            | 20,86 |       |
| 8    | Simeon Kipkemboi  | Kenia             | 20,90 |       |

### Finał
| Poz. | Imię i nazwisko      | Narodowość        | Wynik | Uwagi |
| ---- | -------------------- | ----------------- | ----- | ----- |
| 1    | Calvin Smith         | Stany Zjednoczone | 20,16 |       |
| 2    | Gilles Quénéhervé    | Francja           | 20,16 | [ 2 ] |
| 3    | John Regis           | Wielka Brytania   | 20,18 | [ 3 ] |
| 4    | Robson da Silva      | Brazylia          | 20,22 |       |
| 5    | Władimir Kryłow      | ZSRR              | 20,23 | [ 4 ] |
| 6    | Floyd Heard          | Stany Zjednoczone | 20,25 |       |
| 7    | Pierfrancesco Pavoni | Włochy            | 20,45 |       |
| 8    | Atlee Mahorn         | Kanada            | 20,78 |       |